# Álvaro Montero
Álvaro David Montero Perales, noto semplicemente come Álvaro Montero (El Molino, 29 marzo 1995), è un calciatore colombiano, portiere del Vélez Sarsfield, in prestito dal Millonarios, e della nazionale colombiana.

## Carriera
Ha disputato da titolare con la nazionale Under-20 colombiana il campionato sudamericano del 2015.
Il 14 giugno 2024, il commissario tecnico Néstor Lorenzo lo convoca per la Copa América 2024.